# آناهیت کوچاریان
آناهید کوچاریان (ارمنی: Անահիտ Քոչարյան؛ انگلیسی: Anahit Kocharyan؛ ۱۲ اوت ۱۹۵۵) یک بازیگر اهل ارمنستان است. وی از سال میلادی تاکنون مشغول فعالیت بوده است.

## زندگی‌نامه
وی با نام اصلی آناهید آماتونو هاروتیونیان (ارمنی: Անահիտ Ամատունու Հարությունյան) در ۱۲ اوت ۱۹۵۵ در لنیناکان به دنیا آمد . وی همچنین برندهٔ جوایزی همچون هنرمند مردمی جمهوری ارمنستان (۲۰۱۵) هنرمند افتخاری جمهوری ارمنستان (۲۰۰۴) جایزه دولتی جمهوری ارمنستان hy (۲۰۰۲) شده است.